# Loaloat Al Behar (яхта)
Loaloat al Bihaar (жемчужина морей) — яхта Министерства туризма Омана.
Ранее имела название Al Said и принадлежала султану Омана.

## Описание судна
Loaloat al Bihaar представляет собой суперъяхту длиной 103,9 м, шириной 16,2 м и осадкой 5 м. На судне установлено два дизельных двигателя Detroit TA 420-6 мощностью 4800 л. с. каждый. Яхта способна развивать скорость до 18 узлов.
На яхте оборудованы 7 апартаментов и 6 больших кают, которые способны вместить до 26 человек.

## История службы
Яхта Al Said была построена компанией Picchiotti в 1982 году для султана Кабуса бен Саида и на момент спуска на воду являлась самой большой яхтой, построенной в Италии. До 2007 года служила флагманом дивизиона яхт султана.
В 2007 году, после постройки одноимённой 155-метровой яхты, была переименована в Loaloat al Bihaar и передана Министерству туризма султаната.
В 2009 году в Дубае было проведено переоснащение судна, работы включали в себя установку современных развлекательных систем.
В данный момент[когда?]

 она переоборудована в сухом доке в Сингапуре и сменила окраску со светло-кремовой на белую. По состоянию на 2011 год яхта продолжала базироваться вместе с другими кораблями дивизиона королевских яхт ВМС Омана.
Яхта использовалась во время Каннского кинофестиваля и Гран-при Монако.